# Aguri Ōnishi
Aguri Ōnishi (大西 亜玖璃 Ōnishi Aguri; * 2. Mai 1997 in der Präfektur Aichi) ist eine japanische Synchronsprecherin (Seiyū) und J-Pop-Sängerin.
Als Seiyū steht sie bei der Talentagentur Link Plan Inc. unter Vertrag, einer Tochter von Pro-Fit. Sie hatte Sprechrollen in verschiedenen Anime- und Videospiel-Produktionen.
Als Musikerin war sie Teil der Idol-Gruppe X21, der sie bis 2017 angehörte. Seit 2020 ist sie als Solo-Musikerin aktiv.

## Karriere

### Als Schauspielerin
Im Jahr 2011 hatte Ōnishi eine Rolle in der Kinderfernsehsendung Junior High School Diaries (Originaltitel: 中学生日記 転校生シリーズ「僕と君のメロディ」 Chūgakusei Nikki Tenkōsei Shirizu "Boku to Kimi no Melody" des Fernsehsenders NHK, die im Jahr 2013 mit einem International Emmy Kids Award ausgezeichnet wurde.
Zwischen 2016 und 2017 spielte sie die Rolle der Satomi Kanbara in der vierteiligen Dorama-Serie zum Manga Saki, sowie im dazugehörigen Kinofilm.

### Als Synchronsprecherin
Zwischen 2011 und 2017 war Ōnishi bei der Talentagentur Oscar Promotion unter Vertrag, wechselte aber im Juli 2017 zu Link Plan Inc., einer Tochter der Agentur Pro-Fit. Ihr Debüt als Synchronsprecherin hatte sie auf der Drama-CD zu Yomekura, in der sie in der Rolle der Miu Ichinose zu hören ist. Nachdem sie in den Animeserien Ramen Daisuki Koizumi-san, Tada-kun wa Koi o Shinai und Caligula noch Sprechrollen als Komparse erhielt, sprach sie in der Serie Afterlost ihre erste größere Rolle. Sie wurde auch für das Love-Live!-Medienfranchise gecastet, in der sie dem Charakter Ayumu Uehara ihre Stimme leiht. Für ihre Beteiligung in dem Franchise erhielt sie 2023 eine Auszeichnung bei den Seiyū Awards in der Gesangskategorie.
Weitere Sprechrollen hatte sie in den Anime-Fernsehproduktionen Maesetsu!, Kono Hīrā, Mendokusai, Hitoribotchi no Isekai Kōryaku und der zweiten Staffel von Seirei Gensōki.
Neben Anime-Produktionen ist Ōnishi auch in Videospielen zu hören. So sprach sie den Charakter Danby im Spiel Shironeko Project, Sunao Toki in Magia Record oder Ashley im Videospiel Ys X: Nordics.

### Als Musikerin
Im Jahr 2012 war sie Finalistin des dreizehnten Japan Bishōjo Contests (全日本国民的美少女コンテスト), einem Schönheitswettbewerb der Talentagentur Oscar Promotion, wodurch sie einen Platz in der Idol-Gruppe X21, bestehend aus den Finalistinnen des Wettbewerbs, erhielt. Sie war bis April 2017 Mitglied der Gruppe, mit der sie zwei Studioalben und neun Singles veröffentlichte.
Zwischen 2019 und 2020 war sie Teil des Gesangs-Ensembles Prima Porta.
Im November 2020 wurde angekündigt, dass Ōnishi eine Plattenvertrag bei Nippon Columbia unterschrieben habe und eine Karriere als Solo-Musikerin starte. Ihre Debütsingle Honjitsu wa Seiten Nari erschien am 3. März 2021. Ihre zweite Single, Elder Flower, die im August gleichen Jahres heraus kam, diente als musikalische Untermalung der Abspannsequenz der ersten Staffel der Anime-Fernsehserie Seirei Gensōki und wurde mit dem Newcomerpreis der Anime Song Awards ausgezeichnet.
Weitere Lieder, die für Anime-Produktionen genutzt wurden, sind Jellyfish na Kimi e für Kono Hīrā, Mendokusai und Hajimaru Welcome für Shinmai Renkinjutsushi no Tenpo Keiei. Im Mai 2023 erschien ihr Debütalbum Do you disagree? bei Nippon Columbia und erreichte Platz sieben der heimischen Albumcharts von Oricon.

## Filmografie
- 2011: Junior High School Diaries als sie selbst
- 2016–2017: Saki als Satomi Kanbara
- 2017: Saki als Satomi Kanbara

## Sprechrollen (Auswahl)
- 2018: Afterlost als Rena
- 2020–: Nijigasaki High School Idol Club als Ayumu Uehara
- 2020: Maesetsu! als Fubuki Kitakaze
- 2022: Kono Hīrā, Mendokusai als Carla
- 2024: Hitoribotchi no Isekai Kōryaku als Merielle
- 2024: Seirei Gensōki (Staffel 2) als Masato Sendō

## Diskografie
Angegeben sind nur Veröffentlichungen als Solo-Musikerin.

### Studioalben
| Jahr | Titel Musiklabel                 | Höchstplatzierung, Gesamtwochen, AuszeichnungChartsChartplatzierungen (Jahr, Titel, Musiklabel, Platzierungen, Wochen, Auszeichnungen, Anmerkungen) | Anmerkungen                       |
| Jahr | Titel Musiklabel                 | JP | Anmerkungen                       |
| ---- | -------------------------------- | --- | --------------------------------- |
| 2023 | Do you disagree? Nippon Columbia | JP7 (7 Wo.)JP | Erstveröffentlichung: 3. Mai 2023 |

### Singles
| Jahr | Titel Album                                   | Höchstplatzierung, Gesamtwochen, AuszeichnungChartsChartplatzierungen (Jahr, Titel, Album, Platzierungen, Wochen, Auszeichnungen, Anmerkungen) | Anmerkungen                                                                            |
| Jahr | Titel Album                                   | JP | Anmerkungen                                                                            |
| ---- | --------------------------------------------- | --- | -------------------------------------------------------------------------------------- |
| 2021 | Honjitsu wa Seiten Nari Do you disagree?      | JP8 (5 Wo.)JP | Erstveröffentlichung: 03. März 2021                                                    |
| 2021 | Elder Flower/Hatsukoi karāzu Do you disagree? | JP7 (6 Wo.)JP | Erstveröffentlichung: 04. August 2021 Elder Flower: Abspann Seirei Gensōki (Staffel 1) |
| 2022 | Jellyfish na Kimi e Do you disagree?          | JP8 (6 Wo.)JP | Erstveröffentlichung: 13. April 2022 Vorspann: Kono Hīrā, Mendokusai                   |
| 2022 | Hajimaru Welcome Do you disagree?             | JP15 (7 Wo.)JP | Erstveröffentlichung: 19. Oktober 2022 Vorspann: Shinmai Renkinjutsushi no Tenpo Keiei |
| 2023 | Yume de Aenakute mo/Yubisaki hāto –           | JP8 (5 Wo.)JP | Erstveröffentlichung: 25. Oktober 2023                                                 |
| 2024 | Aimai Girl –                                  | JP10 (8 Wo.)JP | Erstveröffentlichung: 28. Februar 2024 Abspann: Sasaki to P-chan (Staffel 1)           |
| 2024 | Auftakt –                                     | JP6 (6 Wo.)JP | Erstveröffentlichung: 20. November 2024 Vorspann: Seirei Gensōki (Staffel 2)           |